# Les DeMerle
Lester William DeMerle (* 4. November 1946 in Brooklyn, New York)  ist ein US-amerikanischer Schlagzeuger, Sänger und Bigband-Leader der Jazz- und Fusionmusik.

## Leben
DeMerle studierte von 1960 bis 1965 Schlagzeug und Perkussion bei Bob Livngstone in New York, anschließend Musiktheorie und Harmonielehre bei Alf Clausen. Schon mit 16 Jahren jammte er bei Lionel Hampton und 1966 spielte er in der von Lee Castle geleiteten Dorsey-Band. 1967 gründete er mit Randy Brecker und Arnie Lawrence seine erste eigene Formation namens Sound 67; Ende der 1960er Jahre trat er im Raum New York mit Joe Farrell und Lee Konitz auf. 1971 zog er nach Los Angeles, wo er die Band Transfusion gründete, die Hausband im Cellar Theatre war. In ihr spielten u. a. auch Michael Brecker, Eric Marienthal, David Benoit und Raul De Souza. 1974 trat er mit Harry James, mit dem er insgesamt 12 Jahre zusammenarbeitete, auf dem Newport Jazz Festival auf. 1976 nahm er mit den Heath Brothers das Album Smilin´ Billy Suite/A Day in the Life auf Strata-East auf; außerdem arbeitete er mit Bunk Gardner. In den 1980er Jahren wirkte er auf Alben seiner Ehefrau Bonnie Eisele mit und leitet seitdem eine Bigband, mit der er in den 2000er Jahren eine Reihe von Alben für das Seattler Label Origin  einspielte, darunter ein Tributalbum auf die klassischen Blue Note Records, Hittin´ the Blue Notes.
Les DeMerle gehört zu den wenigen Schlagzeugern, die gleichzeitig auch singen. Er begleitete als Schlagzeuger außerdem die Vokalisten Frank Sinatra, Sammy Davis, Jr., Tony Bennett, Sarah Vaughan, Mel Tormé und Eddie Jefferson.

## Diskographische Hinweise
- Hittin' the Blue Notes, Volumes 1 and 2. (Origin, 2003)
- The Jazz Spirit of Christmas (Origin, 2004)
- Cookin' at the Corner, Volumes 1 and 2,  (Origin, 2006/07)
- Gypsy Rendezvous, Vol. One (Origin, 2011)